# Йидон, Майкл
Майкл Йидон (англ. Michael Yeadon) — британский фармаколог, бывший вице-президент подразделения Pfizer, соучредитель и бывший генеральный директор биотехнологической компании Ziarco. В 2020—2021 годах, во время пандемии COVID-19 Йидон неоднократно делал скандальные заявления о вреде вакцин против COVID-19, превратившие его в «героя» антивакцинаторского движения.

## Карьера в фармакологической отрасли
Майкл Йидон защитил докторскую степень под руководством профессора Яна Китчена в Университете Суррея в Гилфорде, Великобритания, диссертация посвящена изучению действия опиоидов на дыхание крыс.
Йидон работал в подразделении аллергологии и респираторной биологии международной компании Pfizer в Сануидже, Великобритания, и некоторое время занимал посты вице-президента и главного исследователя этого подразделения. В подразделении Pfizer руководил разработкой лекарств от астмы и сенной лихорадки. Группе Йидона удалось разработать новые ингаляционные и пероральные лекарства, которые показали положительные результаты в клинических испытаниях на астму, аллергический ринит и хроническую обструктивную болезнь лёгких.
После закрытия сануиджской лаборатории в 2011 году Йидон покинул Pfizer и вместе с несколькими бывшими коллегами создал собственную компанию Ziarco, также работающую в фармакологической отрасли. В 2017 году Ziarco была приобретена швейцарской компанией Novartis, которую интересовало разрабатываемое Ziarco лекарство ZPL389 для лечения экземы. Хотя позже Novartis и прекратила клинические испытания ZPL389, оставшись недовольной их промежуточными результатами, продажа компании принесла Йидону состояние — вся сумма сделки составляла порядка 325 миллионов долларов, и, по собственному заявлению, сам Йидон получил «миллионы». Помимо работы в Ziarco, Йидон также выступал как консультант для двух американских фармацевтических компаний Apellis Pharmaceuticals и Pulmatrix Inc.

## Антивакцинаторская деятельность
Во времена пандемии COVID-19 Йидон многократно делал скандальные заявления, превратившие его в «героя» антивакцинаторского движения. На заявления Йидона, сделанные через Twitter, ссылались другие влиятельные антипрививочники, как Роберт Кеннеди-младший и Мишель Малкин. Опрошенные Reuters бывшие коллеги Йидона выражали разочарование его антипрививочной деятельностью и говорили, что твиты Йидона «не похожи на того человека, которого я знал двадцать лет назад». В феврале 2021 года Йидон удалил свой аккаунт в Twitter, перед уходом извинившись перед читателями за некий «оскорбительный» твит со своей стороны — он не пояснял, что это был за твит; помимо заявлений о COVID-19 и вакцинах, его твиты содержали и выпады против мусульман. Он, однако, продолжал выступать в самых различных изданиях с изложением своих конспирологических и антивакцинаторских идей и даже нанял некую PR-компанию, чтобы облегчить контакты с прессой. Говоря о письме бывших коллег, выражавших своё разочарование в нём, Йидон отвечал, что сам разочарован в них.
В октябре 2020 года Йидон заявил в редакторской колонке для Mail Online, — блога Daily Mail — что эпидемия COVID-19 в Великобритании фактически закончилась, что никакой второй волны эпидемии не будет, что асимптоматическая передача COVID-19 якобы невозможна и что Национальная служба здравоохранения сможет «легко разобраться» с последствиями эпидемии, не прибегая к вакцинации. Это заявление Йидона было растиражировано в социальных сетях как объявление об окончании пандемии вообще. Позже Йидон неоднократно высказывался против вакцин против COVID-19, утверждая, что они бесполезны и опасны для здоровья — в частности, будто бы вызывают бесплодие у женщин.
1 декабря 2020 года Йидон вместе с немецким врачом и политиком Вольфгангом Водаргом направил в Европейское агентство лекарственных средств петицию с требованием приостановить клинические испытания всех вакцин против COVID-19, и, в частности, вакцины Pfizer/BioNTech. Йидон и Водарг утверждали, что применение вакцин могло бы привести к тому, что иммунная система организма стала атаковать белок синцитин-1, важный для развития плаценты. Утверждения Йидона и Водарга не были основаны на каких-либо исследованиях и не соответствовали действительности — вакцины против COVID-19 не содержат самого синцитина-1 и не вызывают выработку антител против него; спайковый белок коронавируса, являющейся мишенью для вакцин, и синцитин-1 не являются схожими. Хотя это письмо само по себе и не повлияло на испытания или регистрацию вакцин, оно дало почву для распространённых слухов о том, что вакцинация против COVID-19 приводит к женскому или мужскому бесплодию.
В интервью со Стивеном Бэнноном в июне 2021 года Йидон заявлял, что вакцины будто бы в 50 раз опаснее для жизни детей, чем вирус. Йидон ссылался на данные из VAERS, американской системы сбора отчетности о нежелательных явлениях при вакцинации; представители Центров по контролю и профилактике заболеваний США отмечали, что в этой системе не было зарегистрировано вообще ни одного клинически подтвержденного случая смерти несовершеннолетних от вакцинации.
В 2021 году Йидон объявил об учреждении политического движения Liberal Spring — по его задумке, оно должно было привлечь к британской партии либеральных демократов молодежь, настроенную против вакцинации. Он также делился планами создания на острове Занзибар поселения под названием Liberty Place («Место свободы») для людей, отказавшихся от вакцинации.

## Публикации
- Yeadon, Michael; Diamant, Zuzana (2000). New and exploratory therapeutic agents for asthma. New York: Marcel Dekker. ISBN 0-585-25139-8. OCLC 45730917.